# Militaire Orde van Lačplēsis
De Militaire Orde van Lačplēsis (Lets: "Lāčplēša Kara ordenis") werd in 1920 door het Parlement van Letland, een land dat zojuist in een gewapende strijd met de Sovjet-Unie haar onafhankelijkheid had afgedwongen, ingesteld.
Deze zogenaamde militaire orde was een beloning voor de vrijheidsstrijders.
In de jaren 1920-1924 bestuurde een "Diet" of kapittel de orde. Toen er meerdere Letse ridderorden werden gesticht ging dat kapittel ook die orden besturen.
De orde werd toen Letland in 1990 weer onafhankelijk werd niet opnieuw ingesteld. Men beschouwde de orde als uitgestorven, maar afgeschaft werd zij niet.

## De geschiedenis van de orde

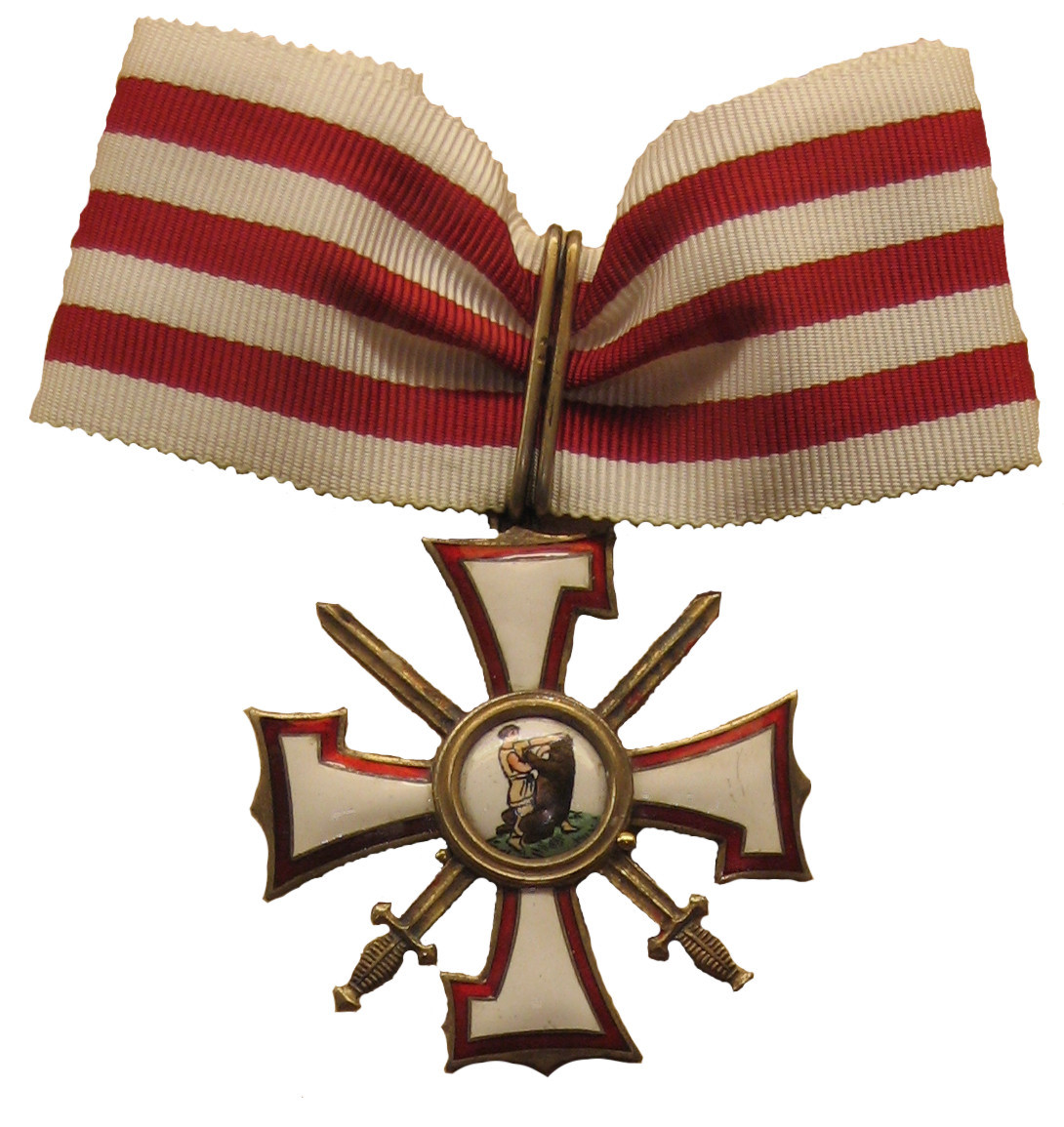
Militaire Orde van Lačplēsis

Het initiatief om een Letse militaire orde te stichten ging uit van kolonel Janis Balodis, de opperbevelhebber van het Letse leger. De onderscheiding was gedacht voor soldaten en schutters en zou verdienste belonen. Ook buitenlanders die hadden bijgedragen aan de vrijheidsstrijd moesten in aanmerking komen.
De onderscheiding kreeg drie graden of klassen. Letten moesten de IIIe Graad bezitten om bevorderd te kunnen worden.
- Ie Graad

- IIe Graad

- IIIe Graad

Het kleinood was een wit vuurkruis of swastika met gouden en rode randen. Op het centrale medaillon staat de volksheld Lačplēsis afgebeeld terwijl hij met een beer worstelt. Op de einden van de vier armen waren gekruiste zwaarden bevestigd. Op de keerzijde stond de datum 11 november 1919 in een medaillon met de leuze "Par Latviju" op de horizontale armen. (Voor Letland). Op de zijkant staan de initialen "HB" voor de juweliersfirma Hermanis Banks. De ontwerper J. Liberts heeft zijn ontwerp niet gesigneerd.
De achttienpuntige zilveren ster droeg het kruis met het medaillon met de berendoder in het midden.
Het moirézijden lint had drie rode en vijf witte strepen van gelijke breedte.
Op 11 november 1918 verjoegen de Letten een irregulier leger van Russen en Duitsers onder Pavel Bermondt-Avalov uit Riga. De dag wordt als de dageraad van de vrijheid gevierd en de orde werd ieder jaar op 11 november verleend. Op 11 november 1920 werden generaal Peteris Radzins, de kolonels Martins Penikis, Krisjanis Berkis, Julijs Jansons en Janis Apinis en de luitenants-kolonels Oskars Dankers en Janis Purins gedecoreerd. Later werden de politici Janis Goldmanis, Karlis Kasparsons, Rainis, Julijs Celms, Voldemārs Zamuels, Janis Rubulis, en Markus Gailitis in de orde opgenomen.
De ridders genoten privileges. Zij mochten de onderscheiding in hun wapen en zegel opnemen en ook na hun pensionering hun uniform blijven dragen. Zij kregen gratis medische behandelingen en een voorkeursbehandeling in het leger. Bijzonder was dat de met deze orde gedecoreerde militairen een tweemaal zo lang verlof genoten als hun kameraden. Zij kregen korting op treinkaarten en werden met militaire eer op een bijzonder kerkhof begraven.
De laatste van de 2744 decoraties werd op 11 november 1928 uitgereikt. Op 11 november 1929 werd een "Broederschap van de Militaire Orde van Lačplēsis" opgericht. Deze broederschap bleef in ballingschap bestaan toen Letland door Rusland werd bezet. Er waren drie vrouwelijke leden.
Letland behandelde haar helden met veel respect. Er werden in 1925, 1930 en 1935 grote banketten voor de leden aangericht. Daarbij waren ook familieleden uitgenodigd. Na afloop ontvingen de ridders kostbare geschenken zoals zilveren koffieserviezen met het kruis van de orde. Hun kinderen konden iedere kerst op cadeaus rekenen.
De Letten decoreerden 11 personen met de Ie Graad of Grootkruis.
- Generaal Janis Balodis
- Generaal Krisjanis Berkis
- Kolonel Fridrihs Briedis
- Kolonel Oskars Kalpaks
- Generaal Johan Laidoner van het Estse leger
- Maarschalk Józef Piłsudski van het Poolse leger
- Maarschalk Ferdinand Foch van het Franse leger
- Koning Victor Emanuel II van Italië
- De Italiaanse premier en "Duce" Benito Mussolini
- Koning Albert I van België

61 Letten en 43 vreemdelingen werden onderscheiden met de IIe Klasse of Commandeur.
1600 Letse soldaten, 202 schutters en 271 vreemdelingen werden onderscheiden met de IIIe Klasse of Ridder. Onder de vreemdelingen vinden we 11 Litouwers, 47 Duitsers, 15 Russen, 9 Polen, 3 Wit-Russen en 3 Joden. Verder werden Denen, Esten, Finnen, Amerikanen, Tsjechoslowaken, Italianen, Fransen, Belgen en Japanners gedecoreerd. Ook de drie dames, Valija Vescunas-Jansone, Lina Canka-Freidenfelde and Elza Ziglevica, allen uit Letland, droegen het kruis van de IIIe Klasse. Een bijzondere benoeming gold het Fort van Verdun. Deze vesting die in de Eerste Wereldoorlog het terrein van onvoorstelbaar bloedvergieten was geweest, werd met het kruis der IIIe Klase onderscheiden.
Ten tijde van het herstel van de Letse onafhankelijkheid in 1990 waren er geen dragers van deze orde meer in leven.